# 三ツ矢製菓
三ツ矢製菓株式会社（みつやせいか、英: Mitsuyaseika Co., Ltd.）は、愛知県名古屋市中川区富川町に所在する製菓会社である。

## 概要
1918年（大正7年）、三重県三重郡朝日町で創業した菓子メーカー。1931年（昭和6年）2月、愛知県名古屋市中川区に三ッ矢製菓合名会社として設立した。主に東海地方などで販売されている「ビスくん」を始めとするビスケットやクッキー、サブレーなど焼き菓子の製造・販売を行っている。また、かつて明治製菓が製造販売していたミレービスケット（ミレーフライ）の生地製造を引き継ぎ、数少なくなったミレービスケット製造会社へ出荷している。なお、三ツ矢サイダーおよび同商品の販売元であるアサヒ飲料とは一切関係がない。

## 製品
- ビスくん
- フィンガービスケット
- ミレービスケット
- おから豆乳クッキー
- 紅茶クッキー
- ミルク風味クッキー
- 徳用クッキーチョコ風味
- 徳用クッキーミルク風味
- チーズクラッカー
- プレーンクラッカー
- ミニクラッカー
- リドクラッカー